# أمثال الحويلة
د. أمثال الحويلة ، (1966-) وزير الشؤون الاجتماعية وشؤون الأسرة والطفولة ووزير دولة لشؤون الشباب ، منذ 13 مايو 2024 في اول حكومة يرأسها الشيخ أحمد عبد الله الأحمد الصباح ، وهي أول وزيرة كويتية تترأس الرياضة في الكويت .

## السيرة الذاتية
ولدت الدكتورة أمثال هادي هايف عبد الله الحويلة في الكويت من عام 1966 وهي الإبنة الكبري للنائب السابق هادي الحويلة والشقيقة الكبري للنائب السابق محمد هادي الحويلة ، وهي حاصلة علي ليسانس آداب، كلية العلوم الاجتماعية، قسم علم النفس جامعة الكويت عام 1987 ، تبعتها بشهادة الماجستير في علم النفس السريري وأيضا من جامعة الكويت في عام 2001 ، حتي حصلت على شهادة الدكتوراه من جامعة القاهرة، في علم النفس المعرفي (التجريبي) عام 2008.

## التدرج الوظيفي
- 1987 - 1992 - عملت مدرسة في رياض أطفال بوزارة التربية، الكويت.
- 1992 - 2001 - اختصاصية نفسية بوزارة التربية، الكويت.
- 2002 - مدرس مساعد جامعة الكويت، ( كلية العلوم الاجتماعية - قسم علم النفس ).
- 2012 - 2013 - عملت مدرس منتدب لفصلين دراسيين.
- 2012 - 2013 - عضو هيئة تدريس - مدرس - في جامعة الكويت.

## الخبرات العلمية والمهنية
- عملت في لجنة تقويم مشروع دمج الطلبة من ذوي الاعاقات في المناطق التعليمية بدولة الكويت.
- المنسق العام لمؤتمر قسم علم النفس الرابع بعنوان "علم النفس في عالم متغير".
- تكليف بالقيام بأعمال رئيس قسم علم النفس كلية العلوم الاجتماعية.
- عملت رئيس مركز الأسرة للاستشارات الاجتماعية والنفسية بكليه العلوم الاجتماعية جامعة الكويت .
- تقديم برنامج تدريبي بعنوان خطط لسعادتك –العين بدعوة من حكومة أبوظبي.
- المنسق العام للملتقي الأول للتطوير الداخلي لقسم علم النفس (نحو قسم علمي أكثر تميزا .
- حاصلة على شهادة الاعتماد الأكاديمي من الهيئة الأمريكية للتعليم الحر (AALE).
- عملت استشارية نفسية في مكتب الإنماء الاجتماعي .
- خبيرة في مجال التدريب الخاص بالإعاقات في برنامج الأمم المتحدة الإنمائي.
- المنسق العام لمؤتمر الطب النفسي بالتعاون مع كلية العلوم الاجتماعية، قسم علم النفس، جامعة الكويت.
- استشارية نفسية في مكتب الإنماء الاجتماعي، مجلس الوزراء.
- المنسق العام للمؤتمر العلمي الثالث لقسم علم النفس .
- رئيس لجنة الحالات الخاصة في الهيئة العامة لذوى الإعاقة.
- عملت كاختصاصية نفسية إكلينيكية بوزارة التربية.
- عملت على إعداد مقياس نفسي للاسترخاء العضلي.
- عملت على إعداد شريط صوتي لتدريبات الاسترخاء العضلي.
- قامت بالتدريب في وزارة التربية على عمل الأخصائي النفسي الإكلينيكي، الكويت.
- عملت ضمن هيئة التدريس في الجامعة العربية المفتوحة.
- قامت بالتدريب في مركز الرقعي في عيادة الأطفال باستخدام أسلوب العلاج باللعب في فترة إعداد الماجستير.

## مؤلفاتها
- كتاب مترجم بعنوان علم النفس المرضي Abnormal psychology .
- كتاب مترجم بعنوان علم النفس الصحي Health psychology .
- كتيب صعوبات التعلم.
- كتاب بعنوان "سيكولوجية المرأة" (مؤلف ثاني).
- كتيب لدورة تدريبية بعنوان:"أساليب الحالة والتشخيص والتنبؤ".
- كتاب القياس والتدريب الميداني في علم النفس.
- كتيب بطارية أختبارات الذاكرة الدلالية وذاكرة الخبرات الشخصية بالإضافة إلى اسطونة لعرض الأختبارات عن طريق الكمبيوتر.
- كتاب بعنوان "سيكولوجية الذاكرة الدلالية والأحداث الشخصية في ضوء نظرية معالجة المعلومات"، (2009).
- كتاب بعنوان "القلق والاسترخاء العضلي: المفاهيم والنظريات والعلاج".
- كتيب لمقياس الاسترخاء العضلي مع شريط صوتي لتمرينات الاسترخاء العضلي.
- كتاب القياس والتدريب الميداني في علم النفس.

## التكريم
- في عام 2009 تم اختيارها للتكريم من قبل أمير دولة الكويت السابق الشيخ صباح الأحمد الجابر الصباح، في مهرجان "شكرا معلمي".